# Regularización de la función zeta
En matemáticas y física teórica, la regularización de la función zeta es un tipo de regularización o método de sumabilidad que asigna valores finitos a sumas divergentes o productos, y en particular puede usarse para definir determinantes y trazas de algunos operadores autoadjuntos. La técnica se aplica ahora comúnmente a problemas de física, pero tiene sus orígenes en los intentos de dar significados precisos a sumas mal condicionadas que aparecen en teoría de números.

## Definición
Existen varios métodos de suma diferentes denominados regularización de la función zeta para definir la suma de una serie posiblemente divergente a1 + a2 + ....
Un método consiste en definir su suma regularizada zeta para que sea ζA(−1) si ésta está definida, donde la función zeta se define para grandes Re(s) por
{\displaystyle \zeta _{A}(s)={\frac {1}{a_{1}^{s}}}+{\frac {1}{a_{2}^{s}}}+\cdots }
si esta suma converge, y por continuación analítica en los demás casos.
En el caso en que an = n, la función zeta es la función zeta de Riemann ordinaria. Este método fue utilizado por Euler para "sumar" la serie 1 + 2 + 3 + 4 + ... a ζ(−1) = −1/12.
Hawking (1977) demostró que en el espacio plano, en el que se conocen los valores propios de los laplacianos, se puede calcular explícitamente la función zeta correspondiente a la función de partición. Consideremos un campo escalar φ contenido en una gran caja de volumen V en el espaciotiempo plano a la temperatura T = β−1. La función de partición se define mediante una integral de trayectoria sobre todos los campos φ en el espacio euclídeo obtenido poniendo τ = it que son cero en las paredes de la caja y que son periódicos en τ con periodo β. En esta situación a partir de la función de partición calcula energía, entropía y presión de la radiación del campo φ. En el caso de espacios planos los valores propios que aparecen en las cantidades físicas son generalmente conocidos, mientras que en el caso de espacios curvos no son conocidos: en este caso se necesitan métodos asintóticos.
Otro método define el producto infinito posiblemente divergente a1a2.... es exp(−ζ′A(0)). Ray y Singer (1971) usaron esto para definir el determinante de un operador autoadjunto positivo A (el Laplaciano de una variedad Riemanniana en su aplicación) con valor propios a1, a2, ...., y en este caso la función zeta es formalmente la traza de A−s. Minakshisundaram y Pleijel (1949) demostró que si A es el Laplaciano de un colector Riemanniano compacto entonces la función zeta de Minakshisundaram-Pleijel converge y tiene una continuación analítica como una función meromorfa a todos los números complejos, y Seeley (1967) extendió esto a operador pseudo-diferencial elípticos A en colectores Riemannianos compactos. Así, para tales operadores se puede definir el determinante utilizando la regularización de la función zeta. Véase "torsión analítica".
Hawking (1977) sugirió utilizar esta idea para evaluar integrales de trayectoria en espaciotiempos curvos. Estudió la regularización de la función zeta con el fin de calcular las funciones de partición para el gravitón térmico y los cuantos de materia en el fondo curvo, como en el horizonte de los agujeros negros y en el fondo de Sitter, utilizando la relación de la transformada de Mellina inversa con la traza del núcleo de la ecuación del calor.

## Ejemplo
El primer ejemplo en el que se dispone de regularización de la función zeta aparece en el efecto Casimir, que se da en un espacio plano con las contribuciones del campo cuántico en tres dimensiones espaciales. En este caso debemos calcular el valor de la función zeta de Riemann en -3, que diverge explícitamente. Sin embargo, se puede continuación analítica hasta s = -3, donde es de esperar que no haya ningún polo, dando así un valor finito a la expresión. Un ejemplo detallado de esta regularización en el trabajo se da en el artículo sobre el ejemplo detallado del efecto Casimir, donde la suma resultante es muy explícitamente la función zeta de Riemann (y donde la continuación analítica aparentemente legerdemain elimina un infinito aditivo, dejando un número finito físicamente significativo).
Un ejemplo de regularización por función zeta es el cálculo del valor de expectativa en el vacío de la energía de un campo de partículas en teoría cuántica de campos. En términos más generales, el enfoque de la función zeta puede utilizarse para regularizar todo el tensor energía-momento tanto en el espaciotiempo plano como en el curvo.
El valor no regulado de la energía viene dado por una suma sobre la energía de punto cero de todos los modos de excitación del vacío:
{\displaystyle \langle 0|T_{00}|0\rangle =\sum _{n}{\frac {\hbar |\omega _{n}|}{2}}}
Aquí, {\displaystyle T_{00}} es la componente zeroth del tensor energía-momento y la suma (que puede ser una integral) se entiende que se extiende sobre todos los modos de energía (positivos y negativos) {\displaystyle \omega _{n}}; el valor absoluto nos recuerda que la energía se toma como positiva. Esta suma, tal como está escrita, suele ser infinita ({\displaystyle \omega _{n}} suele ser lineal en n). La suma puede ser regularizada escribiéndola como
{\displaystyle \langle 0|T_{00}(s)|0\rangle =\sum _{n}{\frac {\hbar |\omega _{n}|}{2}}|\omega _{n}|^{-s}}
donde s es algún parámetro, tomado como número complejo. Para grandes reales s mayores que 4 (para el espacio tridimensional), la suma es manifiestamente finita, y por lo tanto a menudo puede ser evaluada teóricamente.
La regularización zeta es útil ya que a menudo puede utilizarse de forma que se preserven las distintas simetrías del sistema físico. La regularización de la función zeta se utiliza en teoría de campos conformes, renormalización y en la fijación de la dimensión crítica del espaciotiempo de la teoría de cuerdas.

## Relación con otras regularizaciones
La regularización por función zeta es equivalente a la regularización dimensional. Sin embargo, la principal ventaja de la regularización zeta es que puede utilizarse siempre que falle la regularización dimensional, por ejemplo si hay matrices o tensores dentro de los cálculos.

## Relación con las series de Dirichlet
La regularización de la función zeta da una estructura analítica a cualquier suma sobre una función aritmética f(n). Tales sumas se conocen como series de Dirichlet. La forma regularizada
{\displaystyle {\tilde {f}}(s)=\sum _{n=1}^{\infty }f(n)n^{-s}}
convierte las divergencias de la suma en polos simples en el plano complejo s. En cálculo numérico, la regularización de la función zeta es inapropiada, ya que su convergencia es extremadamente lenta. Para propósitos numéricos, una suma de convergencia más rápida es la regularización exponencial, dada por
{\displaystyle F(t)=\sum _{n=1}^{\infty }f(n)e^{-tn}.}
Esto se llama a veces la transformada Z de f, donde z = exp(−t). La estructura analítica de las regularizaciones exponencial y zeta están relacionadas. Expandiendo la suma exponencial como una serie de Laurent
{\displaystyle F(t)={\frac {a_{N}}{t^{N}}}+{\frac {a_{N-1}}{t^{N-1}}}+\cdots }
se encuentra que la serie zeta tiene la estructura
{\displaystyle {\tilde {f}}(s)={\frac {a_{N}}{s-N}}+\cdots .}
La estructura de los reguladores exponencial y zeta se relacionan mediante la transformada de Mellin. La una puede convertirse en la otra haciendo uso de la representación integral de la función Gamma:
{\displaystyle \Gamma (s)=\int _{0}^{\infty }t^{s-1}e^{-t}\,dt}
lo que conduce a la identidad
{\displaystyle \Gamma (s){\tilde {f}}(s)=\int _{0}^{\infty }t^{s-1}F(t)\,dt}
relacionando los exponenciales y los zeta-reguladores, y convirtiendo los polos en el plano s en términos divergentes en la serie de Laurent.

## Regularización del núcleo térmico
La suma
{\displaystyle f(s)=\sum _{n}a_{n}e^{-s|\omega _{n}|}}
a veces se denomina núcleo de calor o suma regularizada del núcleo de calor; este nombre proviene de la idea de que el {\displaystyle \omega _{n}} a veces puede entenderse como valores propios del núcleo de calor. En matemáticas, dicha suma se conoce como serie de Dirichlet generalizada; su uso para promediar se conoce como media abeliana. Está estrechamente relacionada con la transformada de Laplace-Stieltjes, en el sentido de que
{\displaystyle f(s)=\int _{0}^{\infty }e^{-st}\,d\alpha (t)}
donde {\displaystyle \alpha (t)} es una función escalonada, con pasos de {\displaystyle a_{n}} en {\displaystyle t=|\omega _{n}|}.  Existen varios teoremas para la convergencia de una serie de este tipo. Por ejemplo, según el teorema de Tauber de Hardy-Littlewood, si
{\displaystyle L=\limsup _{n\to \infty }{\frac {\log \vert \sum _{k=1}^{n}a_{k}\vert }{|\omega _{n}|}}}
entonces la serie para {\displaystyle f(s)} converge en el semiplano {\displaystyle \Re (s)>L} y es uniformemente convergente en todo subconjunto compacto del semiplano {\displaystyle \Re (s)>L}. En casi todas las aplicaciones a la física, uno tiene {\displaystyle L=0}

## Historia
Gran parte de los primeros trabajos que establecieron la convergencia y equivalencia de series regularizadas con los métodos de regularización del núcleo de calor y de la función zeta fueron realizados por G. H. Hardy y J. E. Littlewood en 1916 y se basan en la aplicación de la integral de Cahen-Mellin. El esfuerzo se realizó con el fin de obtener valores para varias sumas mal definidas y condicionalmente convergentes que aparecen en teoría de números. En cuanto a su aplicación como regulador en problemas físicos, antes de Hawking (1977), J. Stuart Dowker y Raymond Critchley propusieron en 1976 un método de regularización de funciones zeta para problemas físicos cuánticos.
Emilio Elizalde y otros también han propuesto un método basado en la regularización zeta para las integrales{\displaystyle \int _{a}^{\infty }x^{m-s}dx}, aquí {\displaystyle x^{-s}} es un regulador y la integral divergente depende de los números {\displaystyle \zeta (s-m)} en el límite {\displaystyle s\to 0} (véase renormalización). Además, a diferencia de otras regularizaciones como la regularización dimensional y la regularización analítica, la regularización zeta no tiene contrapartidas y sólo da resultados finitos.